# Arrête-flammes
 (janvier 2016).
Si vous disposez d'ouvrages ou d'articles de référence ou si vous connaissez des sites web de qualité traitant du thème abordé ici, merci de compléter l'article en donnant les références utiles à sa vérifiabilité et en les liant à la section « Notes et références ».
Un arrête-flammes est un dispositif de sécurité autonome permettant d’éviter la propagation d’une explosion entre l’amont et l’aval d’une canalisation sans influencer la marche normale du procédé ou de l’installation en permettant notamment une libre circulation des fluides.

## Principe de fonctionnement
Le fonctionnement de ces dispositifs est basé sur le laminage du front de flamme à travers une matrice formée d’un ou plusieurs disques arrête-flammes. Ces disques fonctionnent comme des échangeurs thermiques. Au fur et à mesure de sa progression dans le jeu de disques, la flamme va transférer son énergie thermique vers les parois du (ou des) disque(s). Ce transfert va permettre d’abaisser la température du mélange gazeux en dessous de sa température d’auto-inflammation, et ainsi permettre une extinction de la flamme en quelques centimètres.
Les disques arrête-flammes sont composés de bandes métalliques enroulées en spirale, avec pour les plus évolués une alternance de bandes métalliques plates et de bandes ondulées. La structure « gaufrée » des disques permet d’obtenir une plus grande surface spécifique et donc augmente la capacité d’échange thermique du dispositif.
La largeur et la longueur des interstices vont déterminer la capacité d’extinction de l’élément arrête-flammes. Ces paramètres sont déterminés par les constructeurs, en fonction des gaz en présence, et du meilleur compromis capacité d’extinction / perte de charge générée par l’appareil.
Certains dispositifs utilisent la propriété des flammes qui ne peuvent pas se propager à une distance très faible des parois (distance limite), ni traverser les treillis métalliques très fins (lampes de mineurs) : en multipliant les bandes métalliques gaufrées enroulées pour que le diamètre de passage soit inférieur à la distance limite, la flamme ne peut pas passer, ni dans le sens de l'écoulement, ni dans le sens inverse.

## Les phénomènes decombustion

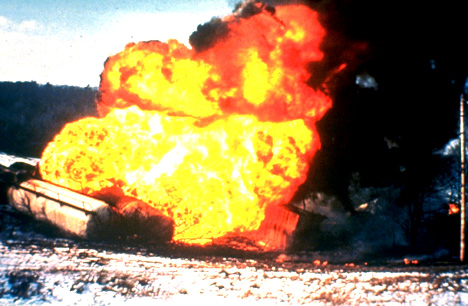
Explosion d’un réservoir d’hydrocarbures.

Le terme « explosion » est un terme générique. Il désigne une réaction d’oxydation ou de décomposition vive, dégageant une grande quantité d’énergie, par élévation de la température, de la pression ou des deux simultanément.
En réalité deux types de régimes existent selon les vitesses et les pressions mises en jeu : la déflagration ou la détonation.

### Déflagration
Il s’agit d’une explosion se propageant à une vitesse inférieure à la vitesse du son (environ 340 m/s), selon la géométrie du volume d’extension, on peut distinguer trois types de déflagrations :
- La déflagration atmosphérique qui est une explosion à l’air libre des mélanges gazeux.
- La déflagration en enceinte confinée, à l’intérieur d’un stockage par exemple, elle est déclenchée par une source d’ignition à l’intérieur du volume.
- La déflagration en ligne, qui est une explosion se déplaçant dans l’axe d’une tuyauterie.

En fonction des études de danger, diverses protections sont à envisager en fonction de la nature du risque couru.

### Détonation
Ce phénomène apparaît après la déflagration. C’est une explosion dont le front de flamme se propage à une vitesse supérieure à celle du son, et qui s’accompagne de la propagation d’une onde de choc (variation très rapide et intense de la pression). C’est cette onde de choc qui confère à la détonation un caractère si violent et si destructeur.

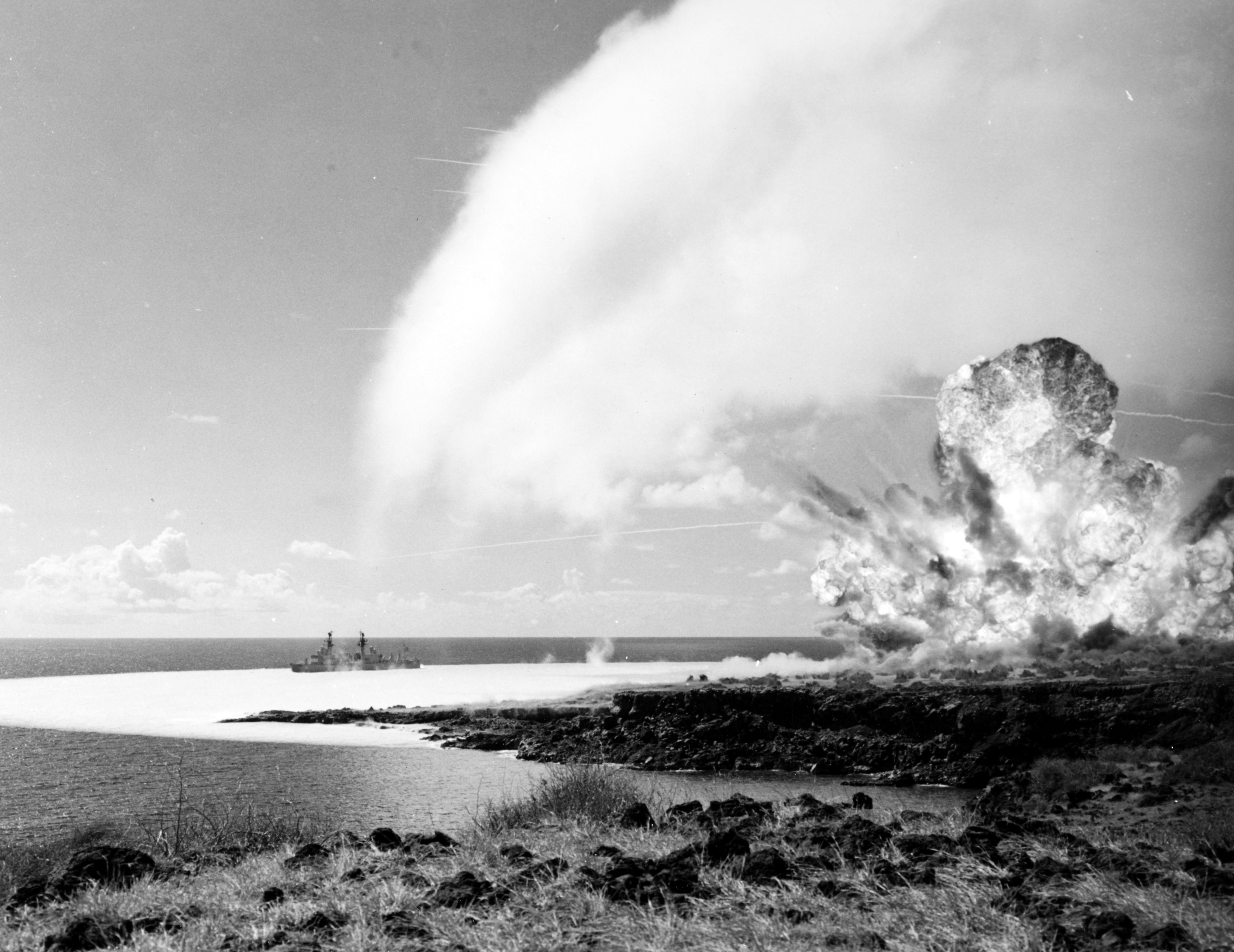
Détonation et son onde de choc.

Une fois ce régime détonnant installé, il perdurera jusqu’à réaction complète du mélange explosif. Les vitesses d’un tel régime se situent généralement entre 1 500 et 3 000 m/s, pour des pressions atteignant quelques centaines de bars.

## Les différents types d’arrête-flammes

### Antidéflagrant
Ces dispositifs peuvent être montés en ligne (bras de chargement…), ou en bout de ligne (évents d’un bac de stockage de solvants…).
Les dispositifs bout de ligne sont conçus pour éviter le retour de flamme à l’intérieur d’une tuyauterie ou d’un réservoir lors d’une explosion atmosphérique, c’est-à-dire une explosion sous condition atmosphérique issue d’un mélange de vapeurs résiduels du produit avec l’air et provoquée par une source d’ignition externe (électricité statique, foudre, etc.).
Les dispositifs en ligne sont placés à des distances faibles de la source d’ignition, là où le régime déflagrant n’a pas encore transité vers le régime détonant.

### Antidétonant
Ces appareils ont une conception différente de celle des antidéflagrants. La différence majeure vient du nombre, et de la conception des disques arrête-flammes. En effet, ces dispositifs devront être capables d’arrêter la propagation d’une détonation se déplaçant à des vitesses et des pressions extrêmes dans le réseau de tuyauterie.
Bien souvent, les disques sont plus nombreux pour augmenter les effets d’échange thermique, et la matrice est renforcée pour résister aux pressions élevées.
Sur certains modèles (notamment les coudés), il existe des chicanes ou d’autres constructions servant à absorber le choc de la détonation et ainsi préserver l’intégrité du jeu de disque arrête-flammes.

### Arrête-flammes liquides
Ce système de disque en « nid d’abeille » ou « gaufré » convient particulièrement à la sécurisation d’installation véhiculant des gaz. En effet cette conception permet d’arrêter la flamme tout en laissant circuler le fluide avec des pertes de charges réduites. Cependant pour des canalisations contenant des liquides inflammables, qui auraient été vidées, un tel dispositif est inadapté, la finesse de maille des disques ne permettant pas la libre circulation des liquides. Ceci ne s’applique que pour des canalisations vidées, car c’est bien l’atmosphère potentiellement explosive résultante qui représente un risque et non le liquide (qui n’explose pas).
Pour ces installations les arrête-flammes mis en place se basent sur le principe du siphon.
Le dimensionnement et la forme du dispositif doivent permettre de résister à une onde de choc liée à une détonation, et de prévenir toute propagation d’explosion déflagrante ou détonante.

## Sécurité

### Normes et certifications
Les arrête-flammes existent depuis de nombreuses années sur le marché de la protection des bacs de stockage et de lignes de transport de gaz, mais c’est depuis peu qu’ils sont soumis à des certifications.
En effet depuis le 1er juillet 2003, les directives ATEX s’appliquent à toute société susceptible de fabriquer, d’utiliser ou de vendre des dispositifs pouvant fonctionner dans des atmosphères explosives.
Concernant les arrête-flammes, ces derniers doivent être testés et certifiés conformément à la norme EN 12874 selon la directive 94/9/CE ATEX100A.

### Maintenance
Comme pour tout dispositif de sécurité, la maintenance des arrête-flammes est primordiale. Aucune obligation n’existe, mais les fabricants et distributeurs recommandent une maintenance préventive et cyclique, afin de s’assurer des performances du dispositif. La pièce la plus sensible de la matrice est bien souvent le disque arrête-flammes, qui par sa conception en « nid d’abeille » et ses interstices de taille réduite a tendance à subir l’encrassement. Ce dernier pouvant d’une part générer des pertes de charges supplémentaires dans les installations et d’autre part diminuer les performances de laminage de la flamme du dispositif, il est capital de pouvoir s’en affranchir par un nettoyage régulier.